# 盐城港
盐城港是位于中国江苏省沿海中部的重要港口，坐落于黄海西岸，分布于盐城市沿海的大丰、射阳、滨海和响水四县市。其拥有丰富的海岸线与河口岸线资源，在江苏沿海开发进程中占据前沿位置，是地区性重要港口之一。

## 地理位置
盐城港所处的盐城市土地总面积达 1.77 万平方千米，其中沿海滩涂面积有 4553 平方千米，占江苏省沿海滩涂面积的 70%；其海岸线长达 582 千米，在江苏省海岸线总长度中占比 56%。它东临黄海，南与南通、泰州相连，西接淮扬，北隔灌河同连云港相望。

## 港区划分
主要分为四个港区：
- 大丰港区：借助临港产业构建起专业化与综合物流体系，业务涵盖集装箱、散杂货、粮油、石化以及汽车滚装运输等领域。[2]
- 射阳港区：着重依托风电设备、机械装备、新能源等产业，致力于打造特色临港产业基地以及特色港口仓储物流交易市场。[3]
- 滨海港区：核心功能是服务临港工业开发，运输以能源、化工和大宗散货为主。[4]
- 响水港区：主要承担散货、杂货、钢材、海工产品运输任务，并加速港口资源整合与海河联运型物流体系的构建。[5]

## 经济作用
作为盐城市和苏北地区关键的经济支撑点，盐城港凭借自身建设与发展，有力推动了临港产业与海洋产业的进步，催生出石化、特色钢铁、造纸、木材加工、粮油食品加工、石材加工、新能源、冶金、装备制造、纺织等诸多产业集群。

## 交通情况
已建成 19 个万吨级以上码头泊位，成功迈入中国全国沿海亿吨大港行列。其对外航线可抵达东南亚、欧洲各主要港口，对内通过陇海线能直达中亚地区，与俄罗斯、韩国、澳大利亚、菲律宾等 “一带一路” 沿线国家建立起联通网络。截至 2021 年，已开通集装箱班轮航线 20 条，其中海上航线 9 条（包含国际航线 2 条）。